# Långetjärnet (Järnskogs socken, Värmland)
Långetjärnet är en sjö i Eda kommun i Värmland och ingår i Göta älvs huvudavrinningsområde. Sjöns area är 0,007 kvadratkilometer och den befinner sig 250 meter över havet.